# Augustenhof (Burglengenfeld)
Augustenhof ist ein Ortsteil der Stadt Burglengenfeld in der Oberpfalz.

## Geografie
Der Ortsteil liegt in der Fränkischen Alb am nordöstlichen Ortsrand von Burglengenfeld. Nördlich steigt das Gelände zu dem 426 m hohen Osterbühl hin auf.

## Geschichte
Das bayerische Urkataster zeigt in den 1810er Jahren noch dichte Waldflächen. Zwischen 1817 und 1841 entstand die Einöde Augustenhof mit einer Herdstelle. Um 1873 erwarb Freiherr von Gise auf Teublitz den Einödhof, den er vom Teublitzer Wirt Götz gekauft hatte.
Der Ortsteil gehörte zunächst zur damaligen Gemeinde Saltendorf, die dem Hof die Hausnummer 1 gab. Nach dem Zweiten Weltkrieg wuchs dieser Ortsteil durch eine rege Bautätigkeit stark an.
Im Zuge der Gebietsreform wurde am 1. Januar 1972 der Ortsteil Augustenhof nach Burglengenfeld umgemeindet. Er gehört jedoch bis heute zum Sprengel der katholischen Pfarrei Teublitz-Saltendorf.